# تأسیس پادشاهی
تأسیس پادشاهی (انگلیسی: Foundation of the Kingdom; کره‌ای: 개국) یک مجموعه تلویزیونی کره جنوبی سال ۱۹۸۳ است. این مجموعه از ۲ ژانویه تا ۱۸ دسامبر ۱۹۸۳ از کی‌بی‌اس۱ پخش شد. داستان این مجموعه حول محور سقوط گوریو و تأسیس چوسان می‌چرخد.

## بازیگران

### پادشاهی گوریو
- ایم هیوک در نقش پادشاه گونگ‌مین
- لی دو سوب در نقش پادشاه وو
- کیم آر اوم در نقش پادشاه چانگ
- کیم جین هه در نقش پادشاه گونگ‌یانگ

### پادشاهی چوسان
- ایم دونگ جین در نقش پادشاه ته‌جو
- نام سونگ شیک در نقش پادشاه جونگ‌جونگ
- ایم هیوک جو در نقش پادشاه ته‌جونگ